# Medaille voor Distinctie tijdens het Vervullen van Militaire Dienst
De Medaille voor Distinctie tijdens het Vervullen van Militaire Dienst (Russisch: "Медаль «За отличие в военной службе»", verdeeld in drie klassen; "I степени, II степени" en "III степени") wordt in de Russische Federatie aan militaire medewerkers van het Directoraat voor Speciale Programma's van de President van de Russische Federatie verleend voor 20, 15 OF 10 jaar uitstekende dienst.
De medaille werd bij Decreet № 25 van 28 december 2001 ingesteld. Het betreft een ministeriële onderscheiding verbonden aan het Directoraat voor Speciale Programma's van de President van de Russische Federatie (GOSP). Deze stafdienst van de Russische president is verantwoordelijk voor de bunkers van de regering.

## De medaille
De geëmailleerde ronde medaille is afhankelijk van de klasse koperkleurig, zilverkleurig of bronskleurig en draagt op de voorzijde een gedeeltelijk geëmailleerde variant op het wapen van het GOSP met daarin de rijksappel.. Daaronder staat de opdracht "ЗА ОТЛИЧИЕ В ВОЕННОЙ СЛУЖБЕ". Op de keerzijde staat "СЛУЖБА СПЕЦИАЛЬНЫХ ОБЪЕКТОВ" en "ПРИ ПРЕЗИДЕНТЕ РОССИИ"  met de aanduiding I,II of III.
De medaille wordt op de linkerborst gedragen aan een vijfhoekig gevouwen rood lint met gele bies en afhankelijk van de klasse, één, twee of drie smalle lichtblauwe middenstrepen.
Op een dagelijks uniform mag men een baton in de kleuren van het lint dragen.